# Varuform

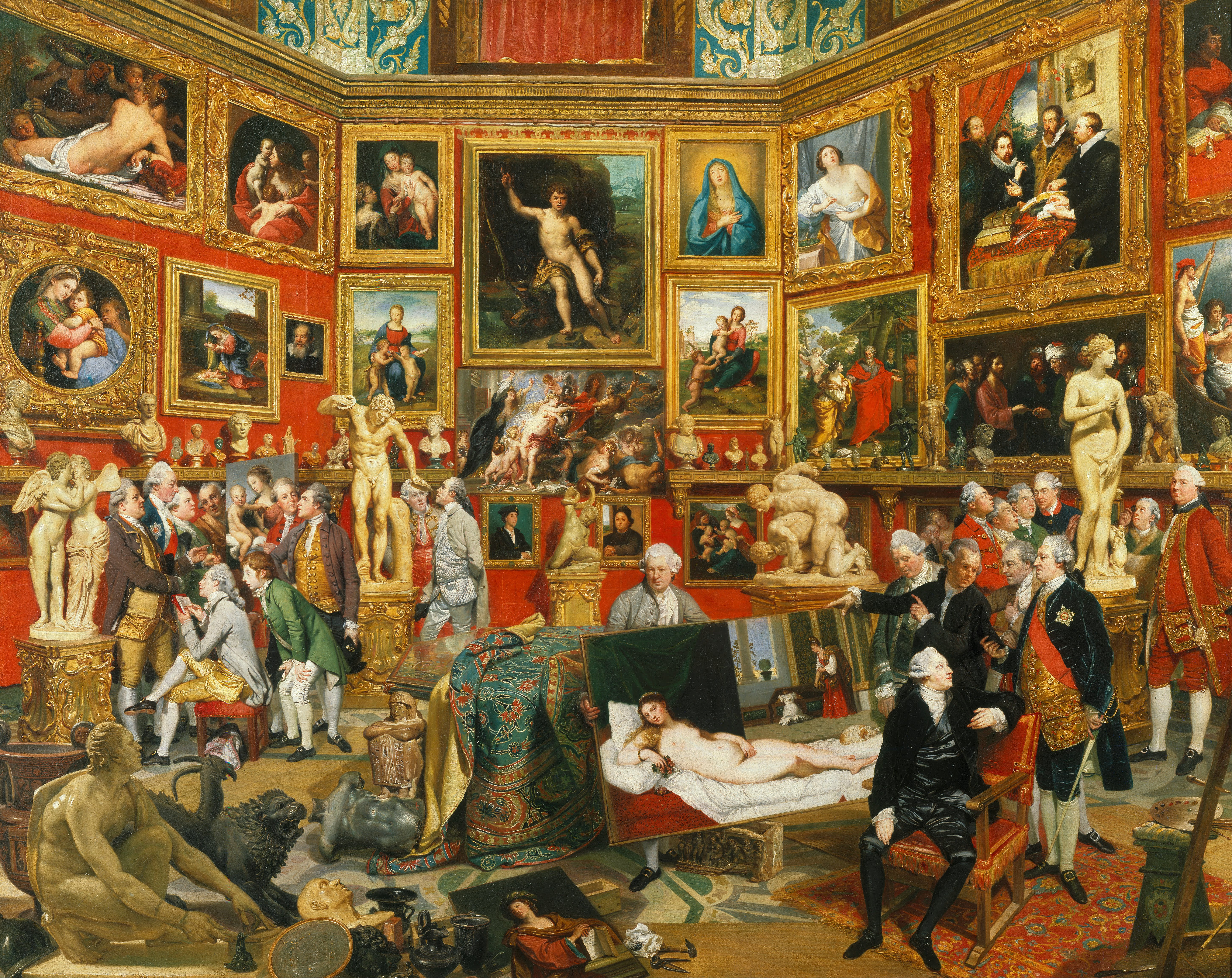
Konst. Ett kreativt uttryck till förmån för kreatören och betraktaren eller en handelsvara?

Varuform är ett centralt begrepp i Karl Marx ekonomikritik som specificerar hur varor och tjänster produceras, utbyts och värderas i ett kapitalistiskt samhälle. Varuform uppstår när ett objekt eller en tjänst som produceras av människors arbetskraft erbjuds som en produkt för allmän försäljning; detta efter att objektet eller tjänsten genomgått kommodifiering. Detta står i kontrast till hur den här typen av sociala processer skett i andra, tidigare, samhällsformer. Det som ligger till grund för varuformen, och det kapitalistiska produktionssättet i sin helhet, är inordnandet av mänsklig aktivitet inom ramen för det ständigt pågående lönearbetet. Genom varuformen kan människors olikartade arbete som förbrukats för produktionen likställas i handel, trots att det skiljer sig både kvalitativt och kvantitativt; detta genom användandet av pengar som fungerar som en abstrakt form av värde, en universell ekvivalent. Som i sin tur kan användas för att köpa olika sorters varor och tjänster, oavsett deras specifika egenskaper. Termen är ofta förekommande i Karl Marx ekonomikritik, men har också förekommit i Adam Smiths verk.